# Bengt Trägårdh
Bengt Trägårdh (ur. 24 września 1958 roku) – szwedzki kierowca wyścigowy.

## Kariera
Trägårdh rozpoczął karierę w międzynarodowych wyścigach samochodowych w 1978 roku od startów w Szwedzkiej Formule Ford 1600. Z dorobkiem 76 punktów uplasował się tam na drugiej pozycji w klasyfikacji generalnej. W późniejszych latach pojawiał się także w stawce Formula 3 Radio Trent Trophy, John Player International F3 Trophy, Niemieckiej Formuły 3, B.A.R.C. TV-Race, Europejskiej Formuły 3, Szwedzkiej Formuły 3, Brytyjskiej Formuły 3, Wendy Wools Formula 3 Race, Porsche 944 Turbo Cup oraz Interserie Div. 1.